# Reinhold Melas
Reinhold Gustav Melas (* 13. Jänner 1900 in Reps, Siebenbürgen, damals Ungarn, später Rumänien; † 1. April 1977 in Wien) war ein österreichischer Jurist und Generaldirektor des Hauptverbandes der österreichischen Sozialversicherungsträger.

## Leben
Reinhold Melas wuchs zunächst in Siebenbürgen als Sohn von Eduard und Therese Melas auf. Sein Vater war Apotheker, sein älterer Bruder war Viktor Melas. Die Familie zog 1908 nach Wien. 1918 legte Melas die Matura ab. Von Mai bis Oktober hatte er noch Kriegsdienst im Ersten Weltkrieg zu leisten.
Melas wird als hochmusikalisch geschildert und besuchte mehrere Jahre das Wiener Konservatorium parallel zu seinem Jusstudium. Im Haus seiner Eltern wurden Kammerkonzerte gegeben. Aus der Musikausbildung entstand eine enge Beziehung zu den Wiener Philharmonikern. Sein Können als Pianist war so groß, dass er bei Liederabenden der Sopranistin Maria von Guggenberg-Barska als deren Begleiter am Klavier auftreten konnte und das auch öffentlich erwähnt wurde, so für den 20. Februar 1944 im Brahms-Saal des Wiener Musikvereins oder am 9. Juni 1944 in Judenburg.
Reinhold Melas und seine Familie hatten laufend Kontakt zu Künstlern ihrer Zeit und leisteten Unterstützungen. Die Wiener Philharmoniker zeichneten ihn mit der Franz-Schalk-Medaille aus. Gustinus Ambrosi war ein Freund der Familie. Die Österreichische Nationalbibliothek dokumentiert eine Reihe von Gesprächen Melas' mit Gustinus Ambrosi zu dessen Schenkungsvertrag an die Republik Österreich, zum Museumszubau und zu allgemeinen Themen.
Die Eltern starben um 1920, Melas musste zunächst zu seinem Lebensunterhalt als Pianist in Stummfilmkinos beitragen. In seiner Gerichtspraxis beim Arbeitsgericht lernte er neue ihm bisher unbekannte soziale Verhältnisse kennen. Er begann bei der Stadt Wien im Bereich der Sozialhilfe zu arbeiten und wurde Mitarbeiter von Julius Tandler.
Durch Max Klein, der damals die Krankenkasse der Handlungsgehilfen leitete, kam er in Kontakt mit der Sozialversicherung. Mit 1. April 1927 begann er seine Arbeit in dieser Krankenkasse. In diesem Rahmen lernte er Matthias Eldersch und Karl Pick kennen und war an der Entstehung des Angestelltengesetzes und des Arbeiterversicherungsgesetzes beteiligt. 1930 wurde er Stellvertreter des leitenden Angestellten der Krankenkasse.
1932 hatten sich seine Verhältnisse und Urlaubsmöglichkeiten soweit verbessert, dass er mit Frau als Sekretär der kaufmännischen Angestellten aus Wien in der Kurliste der Stadt Gmunden aufschien. Melas hatte einen Sohn, Heinz Michael.
1934 wurde er, weil Sozialdemokrat, dieser Funktion enthoben und schloss sich den damals illegalen Revolutionären Sozialisten an. Ab 1938 arbeitete er in der Standesführung der Allgemeinen Ortskrankenkasse, der Vorgängerin der Wiener Gebietskrankenkasse. Im Zweiten Weltkrieg hatte er keinen Militärdienst zu leisten, wurde aber 1945 zum Volkssturm eingezogen, von wo er nach Au bei Neulengbach zu seiner Familie flüchten konnte. Nach Kriegsende war er wieder bei der Wiener Gebietskrankenkasse tätig.
Melas starb am 1. April 1977 und ist am Hernalser Friedhof in Wien begraben.

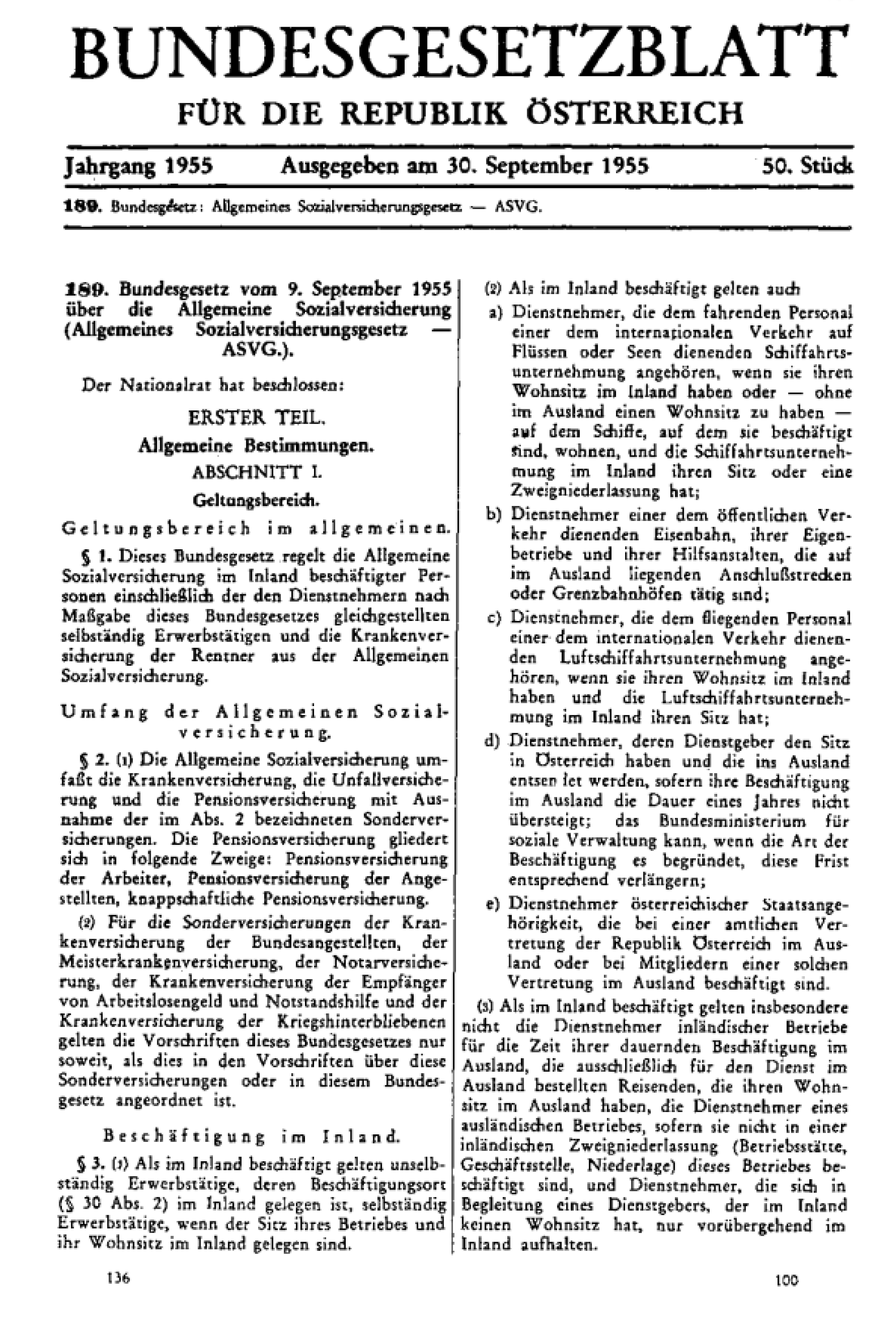
Das Allgemeine Sozialversicherungsgesetz ASVG, an dessen Formulierung Reinhold Melas mitgewirkt hat

## Berufstätigkeit ab 1946
Die Sozialversicherungsträger in Wien hatten am 16. April 1945 wieder ihre Arbeit aufgenommen, Melas war als Sozialstaatssekretär in der Regierung Renner im Gespräch, eine Funktion, die dann von Johann Böhm wahrgenommen wurde. Melas blieb Experte im Hintergrund und wurde zu einem der engsten Mitarbeiter von Böhm. Die Formulierungen vieler Anträge der SPÖ sind auf ihn und seine Experten im Hauptverband zurückzuführen.
Melas war in die Arbeiten an der Neuorganisation der Sozialversicherung eingebunden. Zunächst fungierte er als juristischer Berater der Arbeitsgemeinschaft der Sozialversicherungsträger und wurde deren Geschäftsführer. Danach war er in der neu gegründeten Dachorganisation, des Hauptverbandes der österreichischen Sozialversicherungsträger, tätig, dessen vorläufiger Verwalter Johann Böhm wurde. Reinhold Melas wurde einstweilig mit der Führung der Geschäfte des Verbandes betraut. Ab 1. Dezember 1949 war Melas formell Leiter des Büros des Verbandes (den formalen Vorstand bildeten die Selbstverwaltungsfunktionäre aus ÖGB und Wirtschaftskammer) mit der Bezeichnung Direktor, ab 24. April 1967 erhielt er den Titel Generaldirektor.
In seiner Funktion konnte er Entscheidungsprozesse auf allen Ebenen überblicken und als Fachexperte beeinflussen. Er gehörte zu den Verteidigern der Selbstverwaltungs-Organisation der Sozialversicherung, deren Entscheidungsorgane sich aus Vertretern der Sozialpartner zusammensetzen. Es war unter seiner Beteiligung möglich, im Herbst 1945 die Verabschiedung eines Sozialversicherungs-Überleitungsgesetzes zu verhindern, welches nach dem Muster der unmittelbaren Vorkriegszeit (und damit des dort geltenden Gewerblichen Sozialversicherungsgesetzes 1938) die Selbstverwaltung eingeschränkt hätte.
Melas war aber nicht nur Unterstützer des Selbstverwaltungsgedankens (wofür auch der Name „Partisan der Selbstverwaltung“ entstand), sondern versuchte auch, für eine tiefgreifende Organisationsreform in Richtung einer zentralen Allgemeinen Sozialversicherungsanstalt für alle Krankheitsfälle einzutreten. Das wurde nicht verwirklicht, obwohl Melas gute Beziehungen zu unterschiedlichen Interessenträgern aufbauen konnte, weil letztlich zu viele Interessengruppen wie Länder, Bauern, Angestellte usw. dagegen auftraten. Auch weitere Überlegungen, z. B. die eines gemeinsamen Rentenversicherungsträgers (statt einer gesonderten Anstalt zur Betreuung von Arbeitsunfällen) oder die Möglichkeit eigener Kassenapotheken wurden nicht Wirklichkeit (kasseneigene Behandlungseinrichtungen in Form von Ambulatorien/Gesundheitszentren blieben möglich). Im Zusammenhang mit der Konzentrierung der Versicherungsanstalten, die letztlich auf einen Kranken- und einen Pensionsversicherungsträger hinausgelaufen wäre und einen Dachverband unnötig gemacht hätte, wurde auch die Abschaffung der Unterscheidung von Unfallopfern je nach Arbeitsunfall oder nicht erörtert (Abschaffung des sogenannten Kausalitätsprinzips, welches die Qualität einer medizinischen Behandlung davon abhängig werden lässt, was der Auslöser für den Gesundheitszustand war). Das setzte sich nicht durch. Der Hauptverband entstand als Ersatzlösung für die Allgemeine Sozialversicherungsanstalt, eine starke Zentralisation der Sozialversicherung wurde nicht verwirklicht, wohl aber wurden Sonderorganisationen für Angestellte (Angestelltenkrankenkassen) abgeschafft. Allerdings erhielt der Hauptverband eine Reihe von Aufgaben, die eine zentrale Verwaltung wichtiger Bereiche förderten, z. B. verbindliche Richtlinienkompetenzen oder die gesetzliche Vollmacht zum Abschluss von Gesamtverträgen mit den Gesundheitsberufen (Ärzte, Apotheker, gewerbliche Anbieter etc.) sowie 1986 die zentrale Verwaltung versicherungsrechtlich relevanter Personendaten einschließlich Sozialversicherungsnummer. Es war Melas bewusst, dass eine möglichst zentrale Organisation unnötige Kompliziertheiten vermeiden würde.
Eine zentrale Rolle hatte Melas bei der Neuregelung des Sozialversicherungsrechts auch in Bereichen des Leistungsrechts, vorrangig beim Allgemeinen Sozialversicherungsgesetz ASVG. Dieses Gesetz sollte die bisher noch immer geltenden, höchst unübersichtlichen Regeln der Reichsversicherungsordnung RVO ablösen und auch das Übergangsrecht (Sozialversicherungs-Überleitungsgesetz SV-ÜG) ersetzen. Unter seiner Leitung wurde zunächst 1951 ein Büroentwurf des Hauptverbandes erstellt, weitere Entwürfe folgten. Diese Entwürfe bildeten die Grundlage für das Gesetzgebungsverfahren zum ASVG, welches am 9. September 1955 beschlossen wurde und am 1. Jänner 1956 in Kraft trat. Zu einem umfassenden allgemeinen Gesetz für alle Bereiche kam es nicht, aber auch nicht zu einer ebenfalls diskutierten Aufteilung der Sozialversicherungsgesetze auf die einzelnen Versicherungszweige. Das ASVG wurde zu einem Kompromiss, der für die Versicherung von Dienstnehmern (Kranken-, Unfall- und Pensionsversicherung für Angestellte, Arbeiter usw.) ein einheitliches Gesetz bot, aber andere Bereiche (Beamte, Selbständige) für eigene Gesetze offen ließ.
Wesentliche Verträge zwischen Gesundheitsberufen und Sozialversicherungsträgern entstanden unter der Leitung von Melas, wobei aufgrund der Erfahrungen mit dem bis dahin geltenden deutschen Kassenarztsystem auch zur Diskussion stand, die Tätigkeit der Kassenvertragsärzte als Angestellte der Krankenkassen zu organisieren. Das geschah nicht, es blieb letztlich bei deren Berufsbasis als freiberuflich tätige Personen, es wurden aber allgemein geltenden Grundlagenverträge, die Gesamtverträge, gesetzlich vorgesehen. Der Gesamtvertrag für die Wiener Gebietskrankenkasse (und einige Wiener Betriebskrankenkassen) wurde am 30. Juli 1948 abgeschlossen.
Am Ende seiner Berufslaufbahn stand ab 1968 der Aufbau der zentralen Datenverarbeitungsanlage im Hauptverband mit der Einführung der österreichischen Sozialversicherungsnummer. Zuständig dafür wurde der zweite Nachfolger Melas' als Generaldirektor des Hauptverbandes, Karl-Heinz Wolff. In diesem Zusammenhang fand vom 7. bis 10. Mai 1968 in Graz der erste Kongress über Datenverarbeitung in der Sozialversicherung statt.
1967 wurde Melas einstimmig zum Präsidenten der Internationalen Vereinigung für Soziale Sicherheit IVSS gewählt und bei der Generalversammlung 1970 in Köln wiedergewählt. Bereits davor war er Vorsitzender der Statutenkommission und des Ständigen Fachausschusses für soziale Medizin der IVSS gewesen. Die IVSS hielt ihre 10. Generalversammlung vom 3. bis 7. Juni 1951 in Wien ab.
1971 trat Melas in den Ruhestand. Sein Nachfolger wurde Alois Dragaschnig, den er ab 1. April 1953 selbst als seinen Assistenten in den Hauptverband geholt hatte und der später Generaldirektor der Wiener Gebietskrankenkasse wurde.
Nach seiner Pensionierung fungierte Melas noch als Vorsitzender des wissenschaftlichen Beirates im Forschungsinstitut für Soziale Sicherheit, das beim Hauptverband gegründet worden war.
Melas gilt als eine der maßgeblichen Personen bei der Neugestaltung der österreichischen Sozialversicherung nach 1945. Seine Bezeichnung als „Sozialversicherungspapst“ wird auf den österreichischen Bundeskanzler Julius Raab zurückgeführt.

## Publikationen
Auswahl. Reinhold Melas hat eine Reihe von Artikeln in der vom Hauptverband herausgegebenen Fachzeitschrift publiziert. Diese Texte sind in der Fachzeitschrift Soziale Sicherheit (SozSi) ab 1948 auf ANNO – AustriaN Newspapers Online abrufbar.
- Die Verbandsorganisation der österreichischen Sozialversicherung. In: 25 Jahre Hauptverband der österreichischen Sozialversicherungsträger. Festschrift. Wien 1973.
- Sozialversicherung heute: Überblick über den gegenwärtigen Stand der österreichischen Sozialversicherung nach einem Referat des leitenden Angestellten des Hauptverbandes der Sozialversicherungsträger. Österreichischer Gewerkschaftsbund, Wien 1952.
- Die Alters- und Invalidenversicherung der Arbeiter einschließlich der Wanderversicherung. Verlag der Salzburger Arbeiterkammer. Salzburg 1947, 2. Auflage 1949.
- Die wichtigsten Vorschriften über die Krankenversicherung. Verlag des Österreichischen Gewerkschaftsbundes, 4. Auflage Wien 1951 (1. bis 3. Auflage Verlag der Salzburger Arbeiterkammer 1946 bis 1948).
- Das Verfahren vor den Schiedsgerichten der Sozialversicherung: ein Leitfaden für Schiedsgerichtsbeisitzer und Gewerkschaftsfunktionäre. Verlag der Arbeiterkammer Wien, Wien 1948.
- Internationale Sozialversicherung. In: Soziale Sicherheit. Jahrgang 1948, S. 6–8.

## Auszeichnungen
- um 1960: Berufstitel Hofrat
- 9. Juni 1960: Großes Silbernes Ehrenzeichen für Verdienste um die Republik Österreich[36]
- 4. August 1970: Großes Goldenes Ehrenzeichen für Verdienste um die Republik Österreich
- 25. April 1972: Großes Verdienstkreuz des Verdienstordens der Bundesrepublik Deutschland[37]
- Johann Böhm Plakette des Österreichischen Gewerkschaftsbundes
- 3. November 1972: Goldene Verdienstmedaille[38] und Ehrenpräsidentschaft[39] der Internationalen Vereinigung für Soziale Sicherheit.
- Franz Schalk-Medaille der Wiener Philharmoniker[4]